# Östfrontsmedaljen
| Åtsida. |  | Frånsida. |
| Åtsida. |  | Frånsida. |

Östfrontsmedaljen var en tysk militär utmärkelse under andra världskriget, känd som "Ostmedaille".
Utmärkelsen instiftades av Adolf Hitler den 24 maj 1942 och delades ut till soldater som deltog i striderna i Sovjetunionen, främst i Ryssland, med tanke på den stränga ryska vinterkylan. På baksidan av medaljen står det "Winterschlacht im Osten 1941/42" som på tyska betyder "Vinterslaget i öst 1941/42". Medaljen var utformad av SS-Unterscharführer Ernst Krause. Den delades ut i stora antal, över 2 miljoner. 
Östfrontsmedaljen skulle ursprungligen förlänas till soldater i Wehrmacht och Waffen-SS som kämpat vid östfronten under tiden 15 november 1941 till 15 april 1942, och varit 14 antal dagar i eldstrid, blivit sårad eller allvarligt förfrusen eller varit i 60 dagars oavbruten tjänst. Medaljen kallades ibland lite föraktfullt bland annat för "Gefrierfleischmedaille" ("medaljen för förfruset kött").
Medaljen kunde även ges åt: 
- stupade i strid
- soldater i till Tyskland allierade länders krigsmakter
- frivilliga från andra länder i Waffen-SS (ex. fransmän, svenskar, norrmän)
- frivilliga från andra länder i Wehrmacht (ex. ukrainare, vitryssar)
- kvinnor, exempelvis sjuksköterskor

Senare utvidgades tiden för förtjänst av medaljen och den slutade förlänas den 15 oktober 1944.

### Webbkällor
- ”Winter Battle in the East Medal – Winterschlacht im Osten 1941/42” (på engelska). Wehrmacht-Awards.com. Arkiverad från originalet den 9 februari 2015. http://www.webcitation.org/6WDrZu6RG. Läst 9 februari 2015.